# La scelta di Davy
La scelta di Davy, è un film del 1963 diretto da André Michel.
Alla sceneggiatura della pellicola ha collaborato il drammaturgo italiano Diego Fabbri.

## Trama
Cambogia. Durante la Seconda guerra mondiale due fratellini francesi (un maschio e una femmina) rimangono orfani e vengono divisi.
Il fratello Philippe, cresciuto in Francia, torna dopo vari anni in Cambogia per ricercare la sorella Davy, ma l'incontro si presenta irto di difficoltà e impone ai due laceranti scelte sentimentali e culturali.